# パプアニューギニアのホームレス
パプアニューギニアのホームレスは、国の首都ポートモレスビーで大きな問題となっている。 

## 若年層のホームレス
国の首都のホームレス人口には、5,000 人以上のホームレスの子供が含まれていると推定されている。この地域で活動している政府と慈善団体は、農村部から都市部への移住がホームレス増加の主な原因であると述べていまる。 

## 生活のために働く路上の子供たち
パプアニューギニアで働きながら暮らす浮浪児（路上生活者）に関する324 人を対象にしたある調査では、7%の児童が現時点で路上で生活していた。全体では 51% が路上生活の経験者だった。 

## 自然災害
ホームレスの他の例には、自然災害により家を失った家族が含まれる。 2017年、東部ハイランド州で洪水が発生した後、約500人が家を失った。 
2007年、北部州で洪水が発生した際には、約13,000人が家を失った。 

## 政府の対応
- National Office of Child and Family Service (NOCFS) は、ホームレスに対応する任務を負っている[2]。

## 立法
- Lukautim Pikinini (Child) Act 2009 [2]

## 活動中の慈善団体
- ライフケア PNG[2]